# Friedrich Schlögl (Physiker)
Friedrich Schlögl (* 7. April 1917 in Erfurt; † 8. Mai 2011 in Aachen) war ein deutscher Physiker und Universitätsprofessor für Theoretische Physik an der RWTH Aachen.

## Leben und Werk
An der Universität Göttingen 1947 promoviert (Thema der Dissertation: Berechnung einiger Wirkungsquerschnitte am Beryllium) und 1953 an der Universität Köln
habilitiert (Thema der Habilitationsschrift: Die lokalen Symmetriekräfte im Kern und ihre Ableitung aus der Zwei-Nukleonenkraft), wurde Friedrich Schlögl am 30. April 1960 zum Außerordentlichen Professor für Struktur der Materie an der RWTH Aachen ernannt. Am 2. Oktober 1961 folgte der Ruf auf die ordentliche Professur für Theoretische Physik an der RWTH Aachen. Im Jahr 1968 gehörte er zusammen mit vielen anderen Professoren der RWTH Aachen zu den Unterzeichnern des „Marburger Manifestes“, das eine akademische Front gegen die aufkommende Mitbestimmung an den Hochschulen bildete. Seit dem 1. August 1982 war er emeritiert.
Schlögl ist für seine grundlegenden Arbeiten auf dem Gebiet der Gleichgewichts- und Nichtgleichgewichtsthermodynamik bekannt. Besonderes nachhaltiges Interesse hat das von ihm entwickelte Modell zur Beschreibung bestimmter chemischer Reaktionen, das Schlögl-Modell, gefunden. Es handelt sich um ein prototypisches Modell auf dem Gebiet der Nichtlinearen Dynamik.
Seine wissenschaftliche Tätigkeit wurde mit der Ehrendoktorwürde der Universität Düsseldorf, im Jahre 1987, geehrt und führte zu einer Reihe von Gastprofessuren, u. a. in Minneapolis und in Tokio.

## Ausgewählte Publikationen
- F. Schlögl, Chemical reaction models for nonequilibrium phase-transitions, Z. Physik 253, 147 (1972)
- F. Schlögl, Probability and heat: fundamentals of thermostatistics, Vieweg-Verlag, 1989